# Código de Ética do Médico Dentista na União Europeia
O Código de Ética do Médico Dentista na União Europeia é um documento europeu que escreve os deveres e obrigações dos médicos odontólogos no âmbito da União Europeia. 

## História
O documento vem originalmente dos Códigos de Ética de 1965, de 1982, de 1998, e de 2002. O Código em língua portuguesa foi oficializado pela Ordem dos Médicos Dentistas de Portugal.